# Pedanios Dioskurides

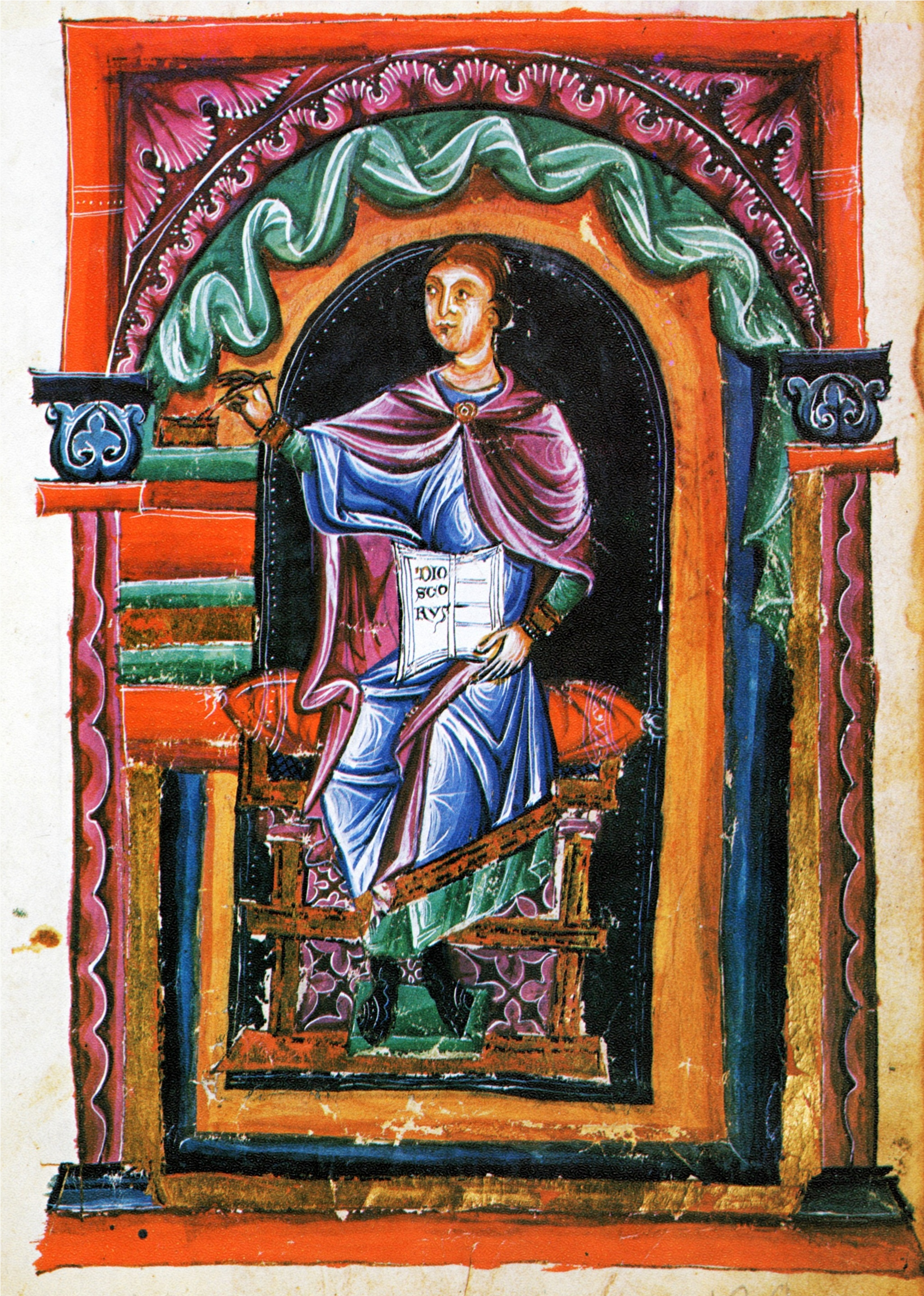
Autorenbild des Dioskurides aus dem Kodex Medicina antiqua (um 1250) fol. 133 recto

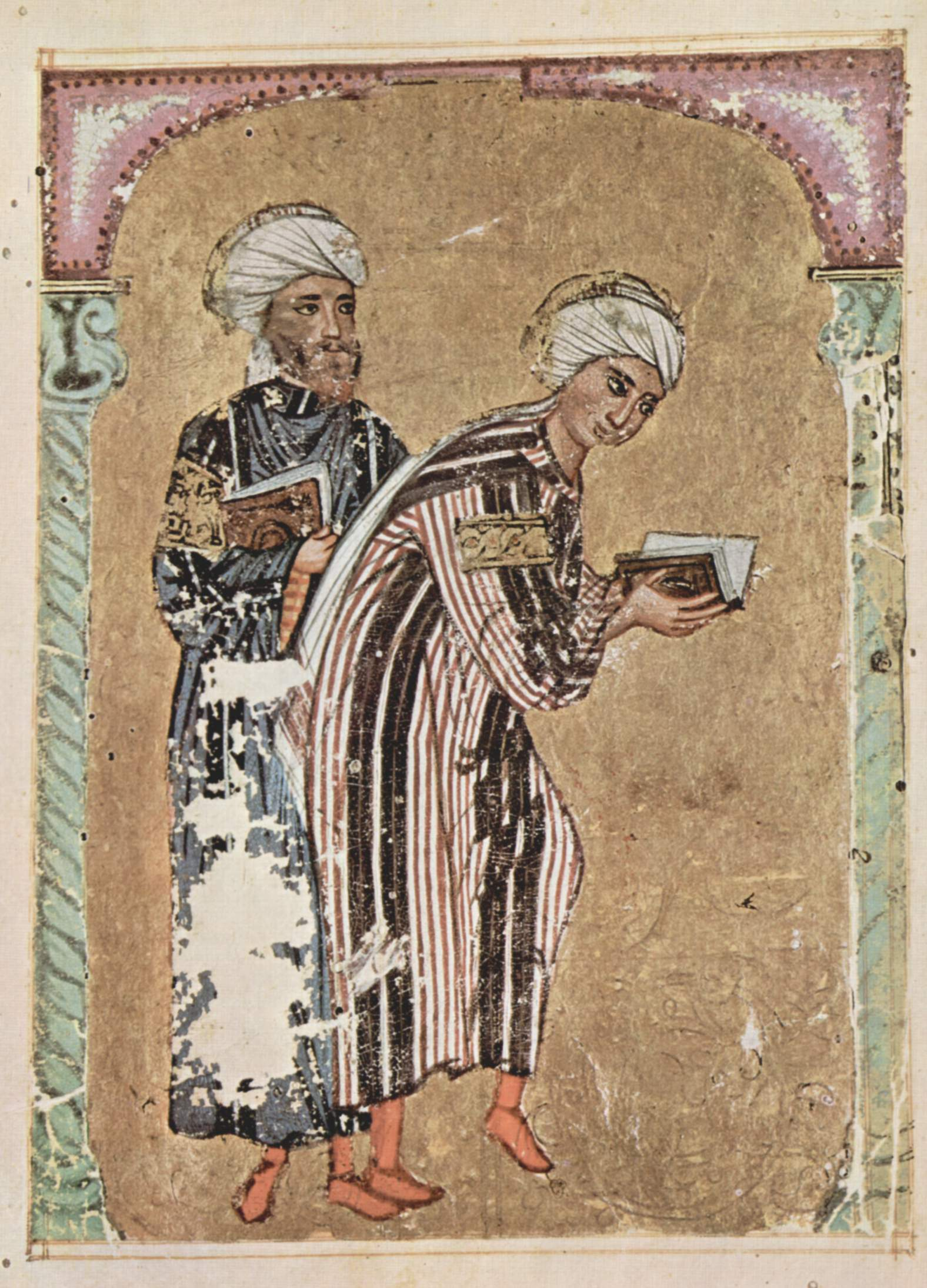
Linke Titelblattseite einer arabischen Abschrift von De materia medica

Pedanios Dioskurides (altgriechisch Πεδάνιος Διοσκουρίδης Pedánios Dioskurídēs, lateinisch Pedanius Dioscurides und Pedianus Anazarbeus Dioscorides) aus Anazarbos bei Tarsos in der römischen Provinz Kilikien (heute Landschaft in Kleinasien), kurz meist Dioskurides, war ein griechischer Arzt im Römischen Reich, der im 1. Jahrhundert in der Epoche des Kaisers Nero (54–68) lebte. Dioskurides ist einer der bekanntesten Ärzte der Antike und gilt mit seinem drogenkundlichen Werk Über Arzneistoffe als Pionier der Pharmakologie.

## Leben und Werk
Zur Person und zum Leben des Dioskurides, einem Zeitgenossen des älteren Plinius, ist nur wenig bekannt. Hinweise darauf ergeben sich aus der Vorrede seiner Materia medica („Über Arzneistoffe“) sowie Erwähnungen bei Erotianos, wahrscheinlich Vespasian sowie später bei Galenos und in einigen byzantinischen Texten.
Demnach wurde Dioskurides wahrscheinlich während der Regierungszeit von Tiberius oder Caligula in Anazarbus geboren und in Tarsos ausgebildet, womöglich vom Arzt Lekanios Areios von Tarsos, dem Dioskurides später seine Materia medica widmete. Tarsos war damals ein bedeutendes Zentrum botanisch-pharmakologischer Forschung im Römischen Reich.
Aus der kurzen Bemerkung, er habe das Leben eines Soldaten bzw. ein soldatenähnliches Leben geführt (oistha gar hemin stratiotikon ton bion, Vorrede 4), wurde in der frühen Forschung versucht, eine ganze Biografie zu rekonstruieren. Bis heute ist unklar, ob Dioskurides jemals als Militärarzt tätig war und falls ja, für wie lange und ob als Soldat oder Zivilist. Den gegenwärtigen Stand der Forschung fasst eine Diskussion zwischen den Medizinhistorikern John Scarborough und Vivian Nutton einerseits und John M. Riddle andererseits zusammen. Riddle argumentiert, dass die von Dioskurides beschriebenen Pflanzenhabitate nicht mit den damaligen Standorten der römischen Truppen korrelieren und sich in der Materia medica verhältnismäßig wenige Mittel für die Behandlung von Wunden finden würden, dafür aber zahlreiche für Menstruationsbeschwerden. Scarborough und Nutton hingegen gehen davon aus, dass Dioskurides zumindest kurz, wohl als Zivilist, für die Armee im Osten des Reiches tätig war. Unstrittig ist hingegen, dass Dioskurides weitgereist war, vermutet werden Besuche in griechischsprachigen Gemeinschaften in Ägypten, Syrien, Palästina, Asia minor, Sizilien, Norditalien und dem südlichen Gallien.
Sein Hauptwerk Περὶ ὕλης ἰατρικῆς Perí hýlēs iatrikḗs, lateinisch De materia medica „Über Heilmittel“ verfasste Dioskurides aufgrund von Autopsie und unter Heranziehung umfangreicher älterer Literatur in griechischer Sprache. Das Werk ist unterteilt in fünf Bücher, die bereits Galenos (129–199) nach Vollständigkeit und Gründlichkeit als maßgebliches Handbuch anerkannte. Daneben sind unter dem Namen Dioskurides noch mehrere weitere Werke überliefert, die heute großteils als Pseudepigraphie betrachtet werden.

## De materia medica
Die dem Areios von Tarsos gewidmete „Materia Medica“ (griechisch ὑλικά) umfasst ca. 1000 Arzneimittel (813 pflanzlichen, 101 tierischen und 102 mineralischen Ursprungs) und bietet 4740 medizinische Anwendungen. De materia medica („Über Arzneistoffe“) gliedert sich in fünf Hauptteile („Bücher“):
1. Aromatische Kräuter oder Gewürze, Öle, Salben; Pflanzensäfte, Gummis, Harze und Früchte von Bäumen und Sträuchern
2. Tiere, Teile von Tieren, tierische Produkte (darunter Honig, Milch und Fett), Getreide, Topfkräuter und Gemüse sowie „mit einer Schärfe begabte“ Kräuter
3. Wurzeln, Säfte, Kräuter und Samen, „die sowohl dem gewöhnlichen als auch dem arzneilichen Gebrauch dienen“
4. vorher nicht genannte Wurzeln und Kräuter, Schwämme und Pilze
5. Weinsorten, Mineralien und andere anorganische Substanzen wie Erze, Steine und Erden.[6][7]

Anders als die zuvor übliche alphabetisch oder nach äußerlichen Merkmalen geordnete Behandlung des gesamten Arzneistoffs verwendet Dioskurides erstmals eine Systematik nach der qualitativen Verwandtschaft, der medizinischen Wirksamkeit bzw. pharmakologischen Wirkung der einzelnen Arzneimittel, wobei auch tiermedizinische, (distanzierend zitiert) magische und nichtmedizinische (vor allem den Haushalts- und Kosmetikbereich betreffende) Verwendungen nicht fehlen. Vorbildcharakter für spätere Kräuterbücher (etwa das von Rufinus) bis in die frühe Neuzeit hatte mehr noch Dioskurides’ Methode der Pflanzenbeschreibung: der Name der Pflanze und Synonyme, Herkunft, botanische Beschreibung, medizinische Eigenschaften, (noch im 20. Jahrhundert gültige) Zeitpunkte der Ernte, Zubereitung und Anwendung, gegebenenfalls auch Hinweise auf Lagerung, Aufdeckung von Verfälschungen usw. Bereits die älteste und zugleich wichtigste überlieferte Dioskurides-Handschrift, der prachtvoll illustrierte „Wiener Dioskurides“ (Cod. med. gr. 1, ÖNB) von 512/3 n. Chr., bietet zudem (ebenso wie spätere Handschriften) kunsthistorisch wichtige Abbildungen der besprochenen Heilpflanzen. Strittig ist aber, ob Dioskurides selbst seinem Werk schon Illustrationen beigab, ein Verfahren, das auf Krateuas (ca. 100 v. Chr.) – neben Sextius Niger (ca. 30 n. Chr.), Hauptquelle von Dioskurides – zurückgeht und den Erfolg des Dioskurides in Mittelalter und Renaissance entscheidend mitbestimmte. Unabhängig davon wirft die moderne Identifikation der von Dioskurides beschriebenen Pflanzen erhebliche Probleme auf.
Die Arzneimittelkunde des Dioskurides (in alten, unter anderem italienischen Texten auch Diascorides oder Dyascorides geschrieben), in zahllosen, immer wieder neuen Bearbeitungen, Paraphrasen und Übersetzungen (lateinisch, syrisch, arabisch, englisch, hebräisch, türkisch und mehr) verbreitet, behauptete für über 1600 Jahre uneingeschränkt ihre autoritative Geltung in Abendland und Orient auf dem Gebiet der Pharmazie, der Pflanzen- und Drogenkunde und ist als eines der einflussreichsten Werke in der Geschichte der Medizin und Pharmakologie überhaupt zu betrachten. Die Verbreitung der durch Carl von Linné begründeten Taxonomie 18. Jahrhundert und der Aufstieg der organischen Chemie im 19. Jahrhundert verdrängte seine Nutzung auch aus der Alltagspraxis von Kräuterkunde, pharmazeutischer Herstellung und Anwendung.

## Rezeption
Überlieferung und Rezeption der Materia medica sind hochkomplex und immer noch Gegenstand der Forschung. Insbesondere die lateinische Tradition gilt weiterhin als wichtiges Forschungsdesiderat.

### Griechische Tradition
Die Materia medica wurde bereits im frühen 2. Jahrhundert bearbeitet, Galen erwähnt die Redaktion eines sonst unbekannten Johannes (Ioannis medici). Als besonders guter Repräsentant der Fassung in fünf Büchern gilt die Handschrift Paris grec 2179 aus dem 9. Jahrhundert. Die Umarbeitung in ein alphabetisches Kräuterbuch mit 400 bis 450 Kapiteln fand wahrscheinlich im 3. Jahrhundert statt und wurde prominent von Oreibasios benutzt. Diese Redaktion repräsentieren die berühmten Handschriften Wien (um 512) und Neapel (um 600).
Die ältesten bekannten Textzeugen sind Papyrus-Fragmente aus dem 2. Jahrhundert (P. Mich. inv. 3 und P. Tebt. II 679) und aus der Zeit um 400 (Johnson Papyrus).
In Ostrom bzw. dem Byzantinischen Reich wurde die Materia medica über mehr als ein Jahrtausend vielfältig benutzt, bearbeitet und kommentiert.
In der Renaissance wurde zunächst versucht, den griechischen Originaltext bestmöglich zu rekonstruieren. Aufgrund der komplexen Überlieferung galt allerdings selbst die textkritische Edition von Kurt Sprengel (1829/30) schnell als überholt und die nach ausführlichen Vorstudien besorgte Neuedition von Max Wellmann (1906/14) weist aus heutiger Sicht ebenfalls erhebliche Schwachstellen auf. Marie Cronier arbeitet derzeit an einer weiteren Neuedition und hat bereits einige Vorstudien publiziert.

### Lateinische Tradition
Die älteste erhaltene lateinische Übersetzung, bekannt als Dioscorides latinus oder Dioscorides Langobardus, basiert auf der originalen Struktur in fünf Büchern. Die wichtigste Handschrift ist München BSB Clm 337 (um 950), eine Lücke im 4. Buch schließt Paris lat. 9332. Fragmente der ältesten bekannten Handschrift aus dem 8. Jahrhundert werden heute in Göttingen, Erlangen und Nürnberg aufbewahrt (gemeinsame Signatur: CLA VIII 1191).
Frühere (Teil-)Übersetzungen, womöglich angefertigt von Gargilius Martialis und Caelius Aurelianus, haben sich nur als Bruchstücke erhalten, prominent in den pseudo-dioskuridischen Kräuterbüchern Curae herbarum und Ex herbis femininis, aber auch im Herbarius des Pseudo-Apuleius, im Glossarium Ansileubi (früher: Liber glossarum), in den pseudo-hippokratischen Dynamidia, im pseudo-galenischen Ad Paternianum (auch bekannt als Alphabetum Galeni) sowie wohl indirekt in Buch 17 der Etymologiae des Isidor von Sevilla.
Um 1100 entstand der Dioscorides alphabeticus, in dem Inhalte aus der Materia medica und zahlreiche Auszüge aus weiteren Quellen kompiliert sind. Als Übersetzer bzw. Kompilator wird Constantinus Africanus bzw. sein Umfeld in Betracht gezogen. Erstmals gedruckt wurde die alphabetische lateinische Fassung der Materia medica 1478, eine Überarbeitung folgte 1512.
Stephan von Pisa im frühen 12. Jahrhundert und Simon von Genua im späten 13. Jahrhundert war bereits bekannt, dass die verfügbaren Dioskurides-Texte auf Latein unzuverlässig waren und versuchten durch jahrelange Forschung, die auf Griechisch, Arabisch und Latein kursierenden Pflanzennamen zu harmonisieren (Stephan) bzw. anhand mehrerer lateinischer, arabischer und griechischer Handschriften den Originaltext zu rekonstruieren (Simon).
In der Renaissance wurde die Materia medica auf Basis des rekonstruierten griechischen Originaltextes neu übersetzt.

## Pseudo-Dioskurides
Seit der Antike wurde eine Reihe von Schriften unter dem Namen von Dioskurides überliefert, für die in keinem Fall die Autorenschaft gesichert und in den meisten Fällen ausgeschlossen ist.
- Synonyma plantarum barbara: Diese Synonymenliste wurde in der Antike in die alphabetische Redaktion der Materia medica eingearbeitet und findet sich auf Latein auch im Herbarius des Pseudo-Apuleius (um 400).[28]
- De venenis und De venenatis animalibus: Zwei Schriften über Gifte, die womöglich von zwei verschiedenen Autoren verfasst wurden und wahrscheinlich älter als Dioskurides sind. In einigen frühen Drucken der Materia medica wurden diese Schriften als zusätzliche Bücher angehängt.[29]
- Περὶ ἁπλῶν φαρμάκων bzw. De simplicibus (Drucktitel: Euporista): Zweiteiliges Werk über einfache Arzneimittel, die äußerlich (Buch 1) oder innerlich (Buch 2) angewendet werden. Die Autorenschaft des Dioskurides wurde seit Oreibasios im 4. Jahrhundert wenig angezweifelt, noch Max Wellmann hielt sie 1914 für echt.[30]
- Curae herbarum: Kräuterbuch mit 64 Kapiteln, entstanden um 500, die Hauptquellen sind die Materia medica und die Naturalis historia des älteren Plinius.
- Ex herbis femininis: Kräuterbuch mit 71 Kapiteln, entstanden um 500, die Hauptquelle ist die Materia medica.
- Dioscorides alphabeticus: um 1100 entstandene Kompilation, die Inhalte der Materia medica mit weiterem Material anreichert. Zeitweilig galt Constantinus Africanus als Urheber.[31]
- Alphabetum Empiricum: Alphabetische Liste von Krankheiten, wahrscheinlich um 1100 von Stephanos Magnetes verfasst. Hauptquellen waren die Materia medica und die Euporista.[29]
- De naturis et virtutibus Aquarum Dioscoridis: Kleiner Traktat über verschiedene Arten von Wasser.[29]
- De purgantibus: Traktat über 84 verschiedene Purgiermittel.[29]
- Liber herbarum virtuosarum lapidibus preciosis propriarum: je 56 Steine und Kräuter, bei den Steinen mit deutlichen Anleihen bei Marbod von Rennes.[32]

## Ehrungen
Charles Plumier benannte ihm zu Ehren die Gattung Dioscorea der Pflanzenfamilie der Yamswurzelgewächse (Dioscoreaceae). Carl von Linné übernahm später diesen Namen. Auch die Pflanzengattungen Discoreophyllum Engl. und Dioscoreopsis Kuntze aus der Familie der Mondsamengewächse (Menispermaceae) und Dioscoridea Bronner aus der Familie der Weinrebengewächse (Vitaceae) wurde ihm zu Ehren benannt. Ebenfalls ist der Dioskurides-Aronstab (Arum dioscorides) nach ihm benannt.

## Ausgaben und Übersetzungen

### Editionen
- Max Wellmann: Pedanii Dioscuridis Anazarbei De materia medica libri quinque. 3 Bände. Weidmann, Berlin 1906(1907)–1914; Nachdruck ebenda 1958.
  - Übersetzung: Des Pedanios Dioskurides aus Anazarbos Arzneimittellehre. Fünf Bücher über die Heilkunde. Aus dem Griechischen ins Deutsche übersetzt von Max Aufmesser. Hildesheim 2002 (= Altertumswissenschaftliche Texte und Studien. Band 37).
  - engl. Übersetzung: Pedanius Dioscorides of Anazarbus, De materia medica. Übersetzt ins Englische von Lily Y. Beck, mit einer Einführung von John Scarborough (= Altertumswissenschaftliche Texte und Studien. Band 38). 4., überarbeitete Auflage. Olms-Weidmann, Hildesheim 2020. ISBN 978-3-487-31194-4
  - span. Übersetzung: Plantas y remedios medicinales: De materia medica. 2 Bände. Übersetzt und herausgegeben von Manuela García Valdés. Ed. Gredos, 1998.
- Kurt Sprengel: Pedanii Dioscoridis Anazarbei De Materia Medica libri quinque, Teil 1.–2. Cnobloch, Leipzig 1829/30.
  - Übersetzung: Des Pedanios Dioskurides aus Anazarbos Arzneimittellehre in fünf Büchern. Übersetzt und mit Erklärungen versehen von Julius Berendes. Ferdinand Enke, Stuttgart 1902 (Volltext; Digitalisat Digitalisat); Nachdrucke: München 1970; Sändig, Wiesbaden 1970; Sändig, Schaan 1983; Sändig, Vaduz 1987; Sändig, Vaduz 2005.

Kurt Sprengel zog für seine textkritische Edition die Handschrift Paris grec 2183 als Leithandschrift heran, Max Wellmann hingegen Paris grec 2179. Daher unterscheidet sich die Einteilung der Kapitel in den Editionen und den nachfolgenden Übersetzungen.

### Faksimile/Kommentar
- Dioscurides: Codex Vindobonensis med. Gr. 1 der Österreichischen Nationalbibliothek (= Codices selecti. Band 12). Kommentiert von Hans Gerstinger. 2 Bände. Akademische Druck- und Verlagsanstalt, Graz 1970.
- De materia medica. Codex Neapolitanus, Napoli, Biblioteca nazionale, Ms. Ex. Vindob. Gr. 1. Kommentiert von Carlo Bertelli, Salvatore Lilla, Guglielmo Cavallo. 2 Bände. Salerno Editrice, Rom / Akademische Druck- und Verlagsanstalt, Graz 1988/1992.
- Salamanca Dioscorides. Ms. 2659, Biblioteca de la Universidad de Salamanca. Universität Salamanca, 2005. (Inhalt der DVD als Homepage)

### Frühere Übersetzungen
- Dioscoridis De materiali Medicina. Übersetzt (ins Lateinische) von Hermolaus Barbarus. Gregorius, Venedig 1516 (Digitalisat)
- Kräuterbuch deß […] Pedacii Dioscoridis Anazarbaei […]: In siben sonderbare Bücher underschieden. Ins Deutsche übersetzt von Johann Dantz. Peter Uffenbach, Frankfurt am Main 1610 (Digitalisat)
  - Neudruck Grünwald bei München 1964.
- Jutta Kollesch, Diethard Nickel: Antike Heilkunst. Ausgewählte Texte. Philipp Reclam jun., Leipzig 1979; Stuttgart 1994, ISBN 978-3-15-009305-4. Nur Teilübersetzungen: Über Arzneistoffe, Buch I (aus dem Vorwort) und Buch II (Kap. 126).
- Robert T. Gunther (Hrsg.): The greek herbal of Dioscorides, illustrated by a byzantine A.D. 512, englished by John Goodyer A.D. 1655. Robert T. Gunther, New York 1934; Neudruck ebenda 1959.

### Übersichten
- C. E. Dubler: La 'Materia Medica' de Dioscórides. Transmisión medieval y renacentista. 6 Bände, 1952/59.
- John Marion Riddle: Dioscurides. In: F.E. Kranz (Hrsg.): Catalogus Translationum et Commentariorum 4, Washington 1980, S. 1–143. (Digitalisat)
- John Marion Riddle: Dioscorides on Pharmacy and Medicine. Mit einem Vorwort von John Scarborough, Austin (Texas) 1985 (= History of science series. Band 3).
- John Scarborough: Dioscorides of Anazarbus for Moderns. In: Pharmacy in History, Band 49 (2007), S. 76–80 (JSTOR:41112352)

### Lexikonartikel
- John Scarborough: Dioscorides. In: Roger S. Bagnall et al. (Hrsg.): The Encyclopedia of Ancient History. Wiley, 2012. S. 2137–2138 (doi:10.1002/9781444338386.wbeah21113)
- Ulrich Stoll: Dioskurides, Pedanios, 1. Jh. n. Chr. In: Werner E. Gerabek, Bernhard D. Haage, Gundolf Keil, Wolfgang Wegner (Hrsg.): Enzyklopädie Medizingeschichte. De Gruyter, Berlin / New York 2005, ISBN 3-11-015714-4, S. 308–315.
- Alain Touwaide: Pedanios Dioskurides. In: Der Neue Pauly (DNP). Band 9, Metzler, Stuttgart 2000, ISBN 3-476-01479-7, Sp. 462–465.
- Max Wellmann: Dioskurides 12. In: Paulys Realencyclopädie der classischen Altertumswissenschaft (RE). Band V,1, Stuttgart 1903, Sp. 1131–1142.

### Originaltext und griechische Tradition
- John Scarborough, Vivian Nutton: The preface of Dioscorides’ De materia medica: Introduction, translation, commentary. In: Transactions and studies of the College of Physicians of Philadelphia. Band 4, Nr. 3, 1982, S. 187–227.
- Emmanuel J. Emmanuel: Etude comparative sur les plantes dessinées dans le Codex Constantinopolitanus de Dioscoride. In: Schweizerische Wochenschrift für Chemie und Pharmazie. (Zürich) Band 50, Heft 4, 27. Januar 1912, S. 45–50, und Heft 5, 3. Februar 1912, S. 64–71.
- Max Wellmann: Die Pflanzennamen des Dioskurides. In: Hermes. Band 33, Nummer 3, 1898, S. 360–422 (JSTOR:4472649)
- Jacques André: Les noms de plantes latins du Pseudo-Dioscoride. In: Latomus, Band 14 (1955), S. 517–524 (JSTOR:41520669)
- Alain Touwaide: L’identification des plantes du Traité de matière médicale de Dioscoride: un bilan méthodologique. In: Klaus Döring, Georg Wöhrle (Hrsg.): Antike Naturwissenschaft und ihre Rezeption. I–II, Bamberg 1992, S. 253–274.
- Andrew Dalby: Dioscorides extended: the Synonyma Plantarum Barbara. In: Mesas luso-brasileiras: alimentação, saúde & cultura. Band 1 (2018), S. 21–35 (doi:10.14195/978-989-26-1721-3_1)
- Rafał Rosół: Notes on Egyptian Plant Names in Pseudo-Dioscorides. In: Symbolae Osloenses, Band 97 (2023), S. 257–273 (doi:10.1080/00397679.2023.2287852)
- Max Aufmesser: Etymologische und wortgeschichtliche Erläuterung zu De materia medica des Pedanius Dioscurides Anazarbeus (= Altertumswissenschaftliche Texte und Studien. Band 34). Olms-Weidmann, Hildesheim 2000, ISBN 3-487-11156-X.
- Joshua Thomas: The Illustrated Dioskourides Codices and the Transmission of Images during Antiquity. In: The Journal of Roman Studies, Band 109 (2019), S. 241–273 (doi:10.1017/S007543581900090X)
- Andrew Griebeler: The Critical Tradition of Byzantine Botanical Illustration in the Alphabetical Dioscorides. Dissertation 2019. (Digitalisat)

### Lateinische Tradition
- Peter Christian Jacobsen: Dioscorides Latinus; De Materia Medica alte and neue Fragmente der ältesten Handschrift (Codices Latini Antiquiores VIII 1191). In: Scriptorium, Band 64 (2010), S. 185–226 (Digitalisat)
- H. Funk: The first printed Latin editions of Dioscorides's De materia medica (1478, 1512): an inventory-based re-evaluation. In: Archives of Natural History, Band 43 (2016), S. 237–254 (doi:10.3366/anh.2016.0381)
- Iolanda Ventura: Auf der Suche nach einem Phantom. In: Romance Philology, Band 71 (2017), S. 697–728 (doi:10.1484/J.RPH.5.114792)
- Marie Cronier: Pour une étude du Dioscoride alphabétique latin. In: Galenos, Band 11 (2018), S. 31–50 (JSTOR:26931080)

### Arabische Tradition
- M. M. Sadek: The Arabic Materia Medica of Dioscorides. 1983.
- Albert Dietrich: Dioscurides triumphans. 2 Bände. Vandenhoeck & Ruprecht, Göttingen 1988.
- Albert Dietrich: Die Dioskurides-Erklärung des Ibn al-Baitar. Vandenhoeck & Ruprecht, Göttingen 1991. ISBN 978-3-525-82478-8
- Albert Dietrich: Die Ergänzung Ibn Ğulğul's zur Materia medica des Dioskurides. Vandenhoeck & Ruprecht, Göttingen 1993.
- Manfred Ullmann: Untersuchungen zur arabischen Überlieferung der Materia medica des Dioskurides. Mit Beiträgen von Rainer Degen. Harrassowitz, Wiesbaden 2009. ISBN 978-3-447-06057-8.

### Volkssprachen
- Ludwig Edelstein: Winckelmann and the translation of Dioscurides. In: Bulletin of the Institute of the History of Medicine, Band 4 (1936), S. 261–263 (Digitalisat)
- José María Pérez Fernández: Andrés Laguna: Translation and the Early Modern Idea of Europe. In: Translation and Literature, Band 21 (2012), S. 299–318 (JSTOR:41714385)